# Diretmichthys parini
Diretmichthys parini – gatunek morskiej ryby z rodziny Diretmidae, jedyny przedstawiciel rodzaju Diretmichthys.

## Występowanie
Wody umiarkowane i tropikalne.

## Morfologia
Dorasta do 40 cm długości.